# 釣合い良さ
釣合い良さ（つりあいよさ）とは、機械においてロータ（回転体 + 回転軸）の質量分布がどれだけ均等であるかを表す量。JIS B 0905では、「剛性ロータの釣合い良さを表す量であって、比不釣合いと、ある指定された角速度との積」と定義されている。

## 概説
半径 A (mm) の円周上を動く質点が反時計回りに角速度 ω (rad/s) で等速円運動しているとすれば、任意の時刻 t (s) における変位 x (mm) は
{\displaystyle x=A\cos(\omega t+\theta )}
となる。x を t で微分すると
{\displaystyle {\frac {dx}{dt}}=-A\omega \sin(\omega t+\theta )}
となる。この式より A と ω の積が小さいほど振動速度が遅くなるということがわかる。剛性ロータの釣合い良さはこの積で表され（すなわち、釣合い良さは振動速度の振幅である）、A はJIS B0905で比不釣合い e (mm) と定義されている。
釣合い良さの上限値を G =e ω(mm/s) とし、回転体の実用回転数を N = 60ω/2π (rpm) すると
{\displaystyle e={\frac {30G}{\pi N}}}
となる。G は、JIS B 0905で各種回転機械に関して推奨される釣合い良さの上限値が掲載されているので、この上限値を参考にすれば、目標とする比不釣合いを決める目安となる。
また、回転体の質量を M (kg)、比不釣合いを e とすると、「半径 e の円周上を動く質点 M が等速円運動している」ことは、「質量 M の回転体の重心が回転中心から e ずれて回転している」ことと同じになる。この不釣合いを静不釣り合いという。すなわち、回転体の回転中心からの重心のずれを小さくできれば、回転運動で発生する振動が小さくなることがわかる。回転体の回転中心からの重心のずれをミリメートルの単位で表すと数値が非常に小さくなる場合が多いため、マイクロメートルが使用されている。
回転体の回転中心から r (mm) の外周に質量 m (kg) のおもりを取り付けた結果、静不釣り合いが 0 になったとすると
{\displaystyle m=-{\frac {e}{r}}M}
となる。